# Dramelay
Dramelay är en kommun i departementet Jura i regionen Bourgogne-Franche-Comté i östra Frankrike. Kommunen ligger i kantonen Arinthod som tillhör arrondissementet Lons-le-Saunier. År 2022 hade Dramelay 27 invånare.

## Befolkningsutveckling
Antalet invånare i kommunen Dramelay
Referens:INSEE